# Adaloald
Adaloald (Monza, 602 o 603 - Ravenna, 626) va ser rei dels llombards i rei d'Itàlia des de 616 a 625 (des del 604 associat al tron del seu pare Agilulf). Fill d'Agilulf i Teodolinda, va ser el primer governant longobard a ser batejat segons el ritu catòlic l'any 603, un any després de la seva coronació al Palazzo Reale de Monza (construït com a residència d'estiu de la família reial). Encara que en el moment el catolicisme seguia sent una minoria entre els longobards, que comptaven fins i tot amb pagans, arrians i membres del cisma tricapitolí (que enfrontava Roma al Patriarcat d'Aquileia), l'elecció de l'arrià Agilulf i la catòlica Teodolinda va marcar un pas decisiu en l'evolució religiosa dels longobards. Adaloald va ser batejat el dia abans de la Pasqua de Resurrecció de l'any 603, el 6 d'abril, d'acord amb Segon de Non (o Segon de Trento), un influent monjo de la cort.
En 604, Adaloald va ser associat amb el tron amb una coronació a l'hipòdrom romà a Milà, a imitació del cerimonial romà d'Orient. Agilulf, de fet, va ser l'origen d'una monarquia romanitzant i una dinastia pròpia. A la mort d'Agilulf, Adaloald es va convertir en rei únic, però, sent encara menor d'edat, va ser acompanyat per la seva mare Teodolinda, que va exercir la regència durant uns anys i va mantenir una posició d'autoritat fins i tot més tard. L'exèrcit va ser confiat al duc Sundrarit, un cap militar i home de confiança d'Agilulf que l'havia nomenat duc de la vall del Trebbia. Poc després de l'ascensió al tron de Adaloald, Sundrarit va infligir una aclaparadora derrota a l'exarca Eleuteri de Ravenna, imposant un tribut als romans d'Orient. Més tard, al voltant de 616-617, els longobards es van emancipar de l'homenatge i el tribut que pagaven fins llavors als francs.
Fonamentalment, en aquells anys, tenia gran importància la política religiosa. Itàlia estava dividida, tant entre els llatins (italoromans) com entre els elements germànics, en catòlics i tricapitolins (membres d'un cisma que s'oposaven al Papa de Roma i defensaven al Patriarca d'Aquileia) i entre els longobards, a més, hi havia també un bon nombre de pagans i arrians. Teodolinda, d'origen bavarès, descendent de Waccho, va ser seguidora del cisma tricapitolí, però va acabar prenent posicions més filo-catòliques.
Entre 615 i 620 Sisebut (rei dels visigots), un fervent catòlic, va escriure una carta a la cort longobarda, lloant Teodolinda i mostrant preocupació pel destí del catolicisme a Itàlia. Això potser reflecteix una actitud favorable a l'arrianisme per part del jove Adaloald. Aquest, però, quan va assumir plens poders polític va reprendre una posició filo-catòlica i filo-romana. Malgrat la debilitat dels romans d'Orient, que estaven en guerra en aquests anys contra els àvars i els perses, Adaloald va buscar més aviat una pacificació general; això fou un comportament incomprensible pels ducs longobards, tots de cultura militarista, que va acusar el rei d'estar boig. El cap de la revolta fou el seu cunyat Arioald, el marit de la germana del rei, Gundeperga. El conflicte va esclatar l'any 624, i l'any següent el tron va ser ocupat per Arioald.
Adaloald va morir l'any 626, possiblement enverinat. El seu nom s'associa amb la Creu d'Adaloald, segons la tradició, donada pel Papa Gregori el Gran per al seu baptisme i que es conserva al Museu de la catedral de Monza.